# Falęcice
Falęcice – wieś w Polsce położona w województwie mazowieckim, w powiecie białobrzeskim, w gminie Promna.
| SIMC    | Nazwa      | Rodzaj    |
| ------- | ---------- | --------- |
| 0632757 | Czekanówek | część wsi |

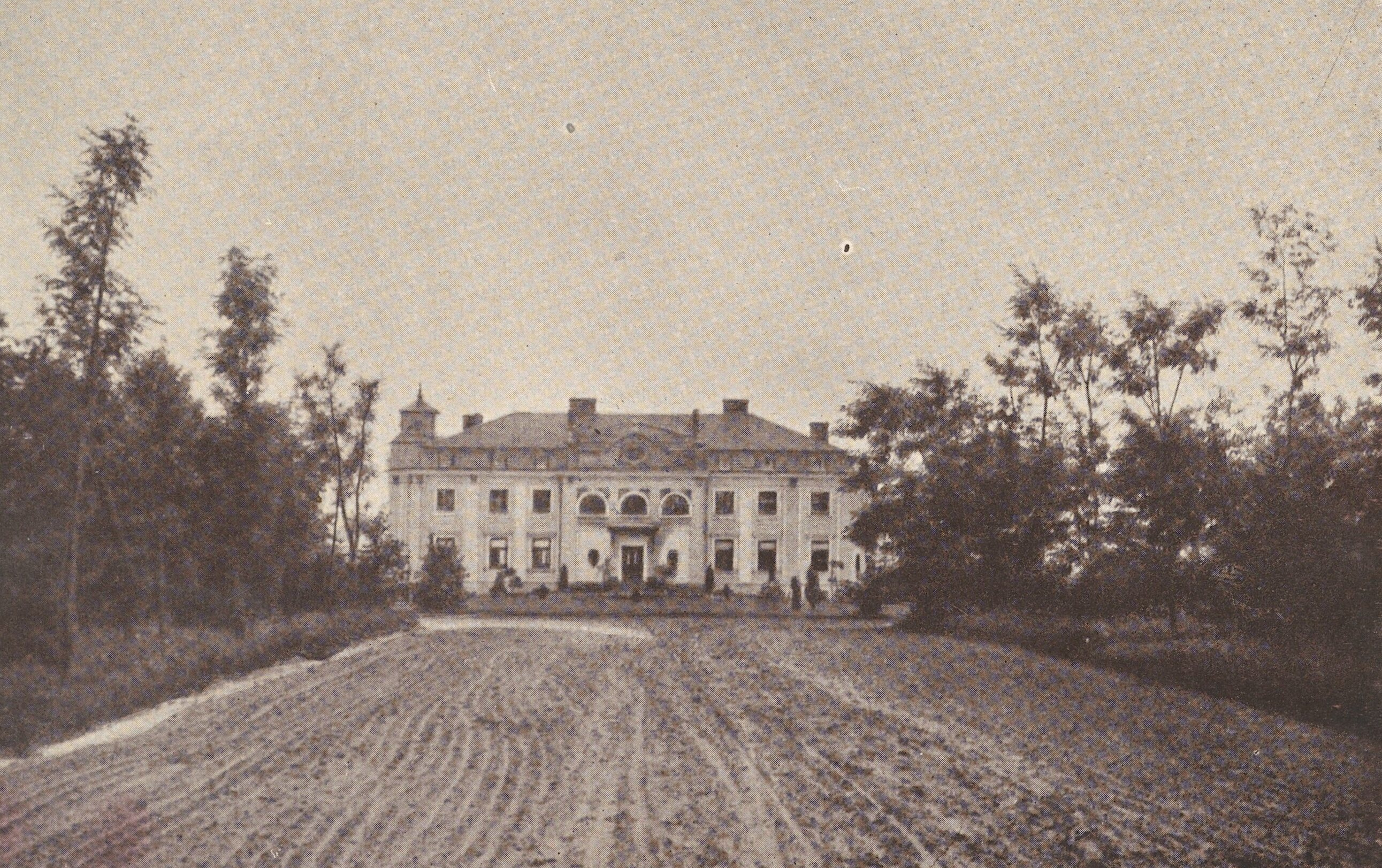
Pałac przed 1911

Wieś szlachecka położona była w drugiej połowie XVI wieku w powiecie grójeckim ziemi czerskiej województwa mazowieckiego. W latach 1975–1998 miejscowość administracyjnie należała do województwa radomskiego.
Wieś jest sołectwem w gminie Promna. 
Przez miejscowość przebiega droga krajowa nr 7.
W latach 1901–1913 w Falęcicach mieszkał Jan Felicjan Owidzki (1852-1913), polski malarz.